# Monster Strike
Monster Strike (モンスターストライク?, Monsutā Sutoraiku) è un videogioco di fisica con gli elementi dei gioco di ruolo, gioco di strategia e multigiocatore. È sviluppato da Mixi per le piattaforme iOS e Android. Il gioco è stato co-creato da Yoshiki Okamoto. In Giappone, il suo nome è spesso abbreviato in Monst (モンスト?, Monsuto). Al 30 giugno 2015, il gioco ha un fatturato giornaliera di $ 14,2 milioni. Un gioco di ruolo più tradizionale di Monster Strike è uscito per la console Nintendo 3DS nel dicembre 2015.